# Francis Willughby

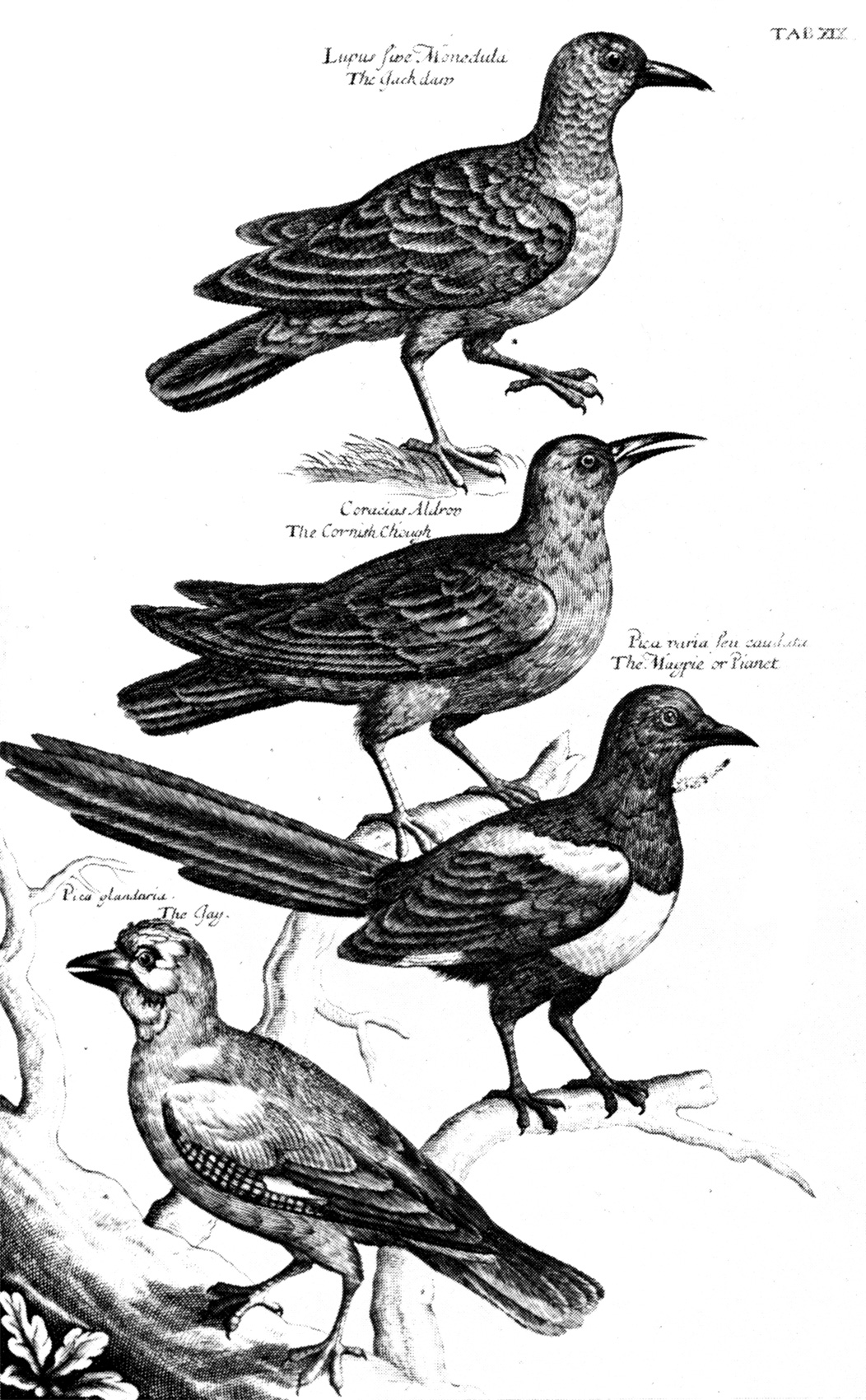
Una pàgina de l' Ornithologia de Ray, mostrant Gralla, Gralla de bec vermell, Garsa i Gaig, tots de la família dels còrvids

Francis Willughby (de vegades conegut com a Willoughby) (22 novembre 1635 – 3 juliol 1672) va ser un ornitòleg anglès i ictiòleg. Va ser estudiant, amic i col·lega del naturalista John Ray a Universitat d'Cambridge, amb el qual va compartir alguna de les seves expedicions i interessos. Ray va preparar la impressió de l'Ornithologia libri tres de Willughby a través després de la seva mort sobtada.

## Vida i obra

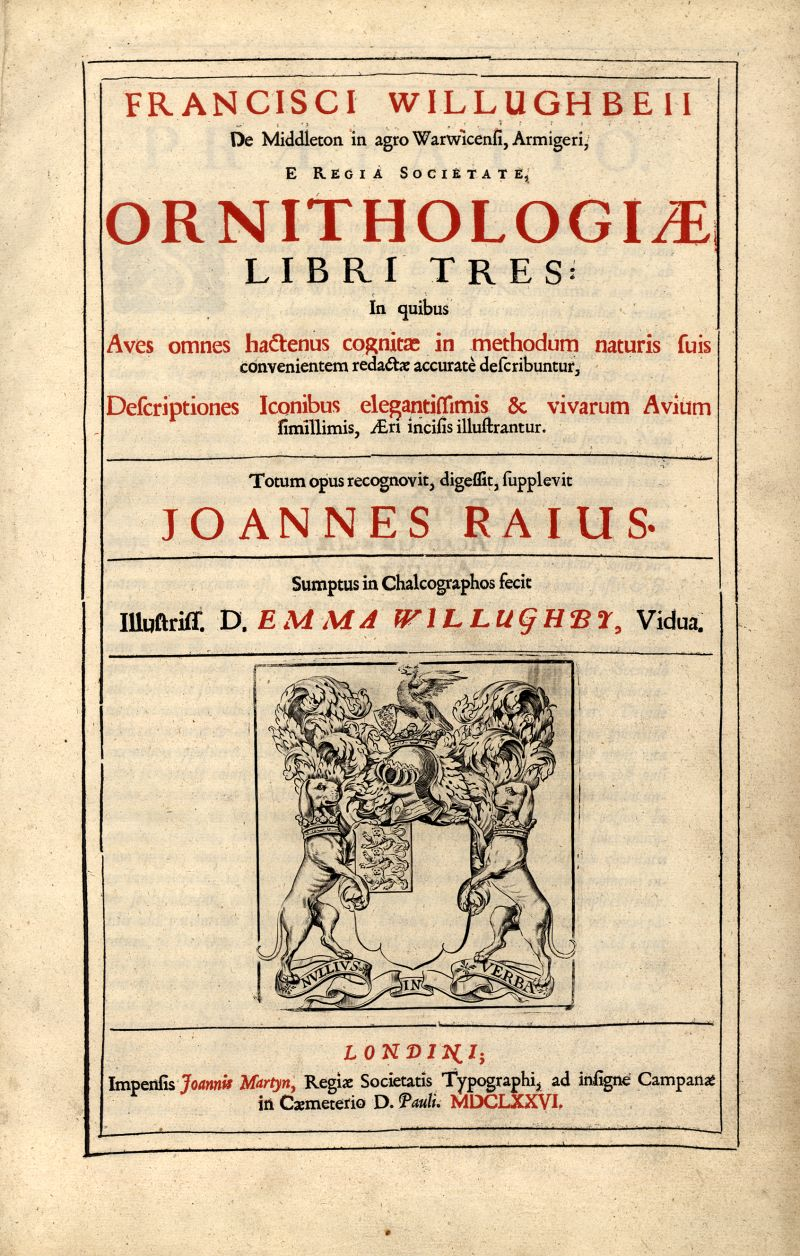
Pàgina de l'obra Ornithologiae libri tres, completada per John Ray, 1676

Willughby va néixer a Middleton Sala, Warwickshire, fill de Sir Francis Willoughby i Cassandra Ridgway. Va estudiar al l'Escola de Gramàtica del Bisbat de Vesey, Sutton Coldfield i el Trinity College, Cambridge. El 1667 es va casar amb Emma Barnard, filla de Sir Henry Barnard de Bridgnorth i Londres. Van tenir tres fills. El primer fill, Francesc, va morir a l'edat de dinou anys, mentre que la seva filla Cassandra Willoughby es va casar amb el Duc de Chandos, que va ser el patró de Mark Catesby. El seu segon fill va ser Thomas, va ser nomenat Baró Middleton per la Reina Anna.

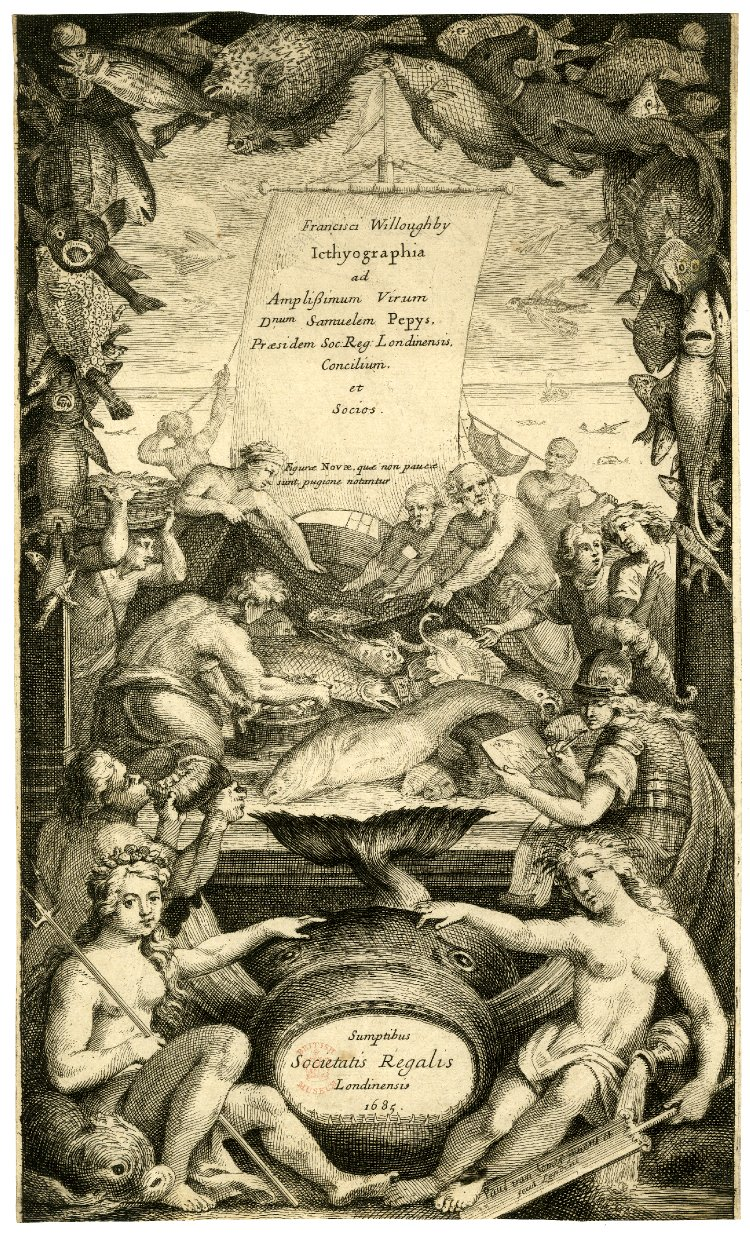
Pàgina de l'obra, Historia piscium, Oxford, 1686

A Cambridge Francis Willughby va ser instruït pel naturalista John Ray. El 1662 vam viatjar a la costa oest d'Anglaterra per estudiar la cria d'aus marines. Entre 1663 i 1666 van recórrer Europa junts, viatjant a través de l'Països Baixos, Alemanya, Suïssa i Itàlia. Es van separar a Nàpols i Willughby tornà casa a través d'Espanya. En arribar a Anglaterra van fer plans per a publicar els resultats dels seus estudis. Willughby va morir de pleuresia durant la preparació d'aquest treball, però Ray publicaria la Ornithologiae libri tres de Willughby el 1676, amb una edició anglesa dos anys més tard. Aquesta obra es considera l'inici de l'ornitologia científica a Europa, revolucionant la taxonomia ornitològica, amb l'organització de les espècies segons les seves característiques físiques. Willughby i Ray van ser dels primers a desestimar les grans inexactituds aristotèliques. Aristòtil havia exposat que les orenetes hibernaven però Willughby i Ray (1678:212, citat a Raven 1942:328) va escriure: "A nosaltres ens sembla més probable que volen cap a països meridionals com Egipte, Etiòpia, etc." Ray publicà també la De Historia piscium de Willughby (1686).
El 2003 Willughby es va publicar un estudi científic dels jocs, sota el nom de Francis Willughby's Book of Games, el qual constituí una eina de difusió, per primer cop i en profunditat, de la descripció d'un bon nombre de jocs del segle xvii. Va ser la primera obra en el seu àmbit en llengua anglesa, i és comparable a la castellana Libro de los juegos. Els seus primer informe sobre futbol és particularment notable, i descriu aquest joc pel seu nom correcte al descriure les porteries i el camp ("a prop que té una porta a cada extrem. Les portes són anomenats Porteries"), tàctiques ("alguns dels seus millors jugadors per defensar la porteria"), puntuació ("poden colpejar la pilota a través dels seus adversaris amb l'objectiu d'aconseguir un gol") i la manera que els equips son seleccionats ("els jugadors són igualment dividir, segons la seva força i habilitat"). Va ser el primer a descriure una llei de futbol: "sovint els jugadors es poden lesionar quan dos lluiten per la pilota i en el xoc quan la colpegen en la seva lluita, per la qual cosa que no es pot lluitar mes amunt que on es troba la pilota".
El seient de la família Willughby, Wollaton Hall és ara propietat de la Ciutat de Nottingham. Els documents de Willughby estan entre la col·lecció Middleton que es troba a la Biblioteca de la Universitat de Nottingham.